# Dimension Data
Dimension Data est une SSII sud-africaine fondée en 1983.

## Histoire
En 2010, la société est acquise par Nippon Telegraph and Telephone.
En 2011, elle a réalisé un chiffre d'affaires de $5,8 milliards avec un effectif de 14 000 employés.
Depuis 2016, elle sponsorise une l'équipe cycliste éponyme classée World Tour et une équipe réserve.
En 2019, son site internet annonce 28 000 employés et 8 000 clients ainsi qu'un chiffre d'affaires de 8 milliards de dollars.

## Filiales

### Belgique
La filiale belge, fondée en 1984, annonce dans ses comptes annuels 2017-2018 un chiffre d'affaires de 454 millions d'euros et un bénéfice reporté de 24 millions d'euros ainsi que 551 équivalents temps plein pour le personnel. 